# 提婆菩提
提婆菩提(Devabhuti，前83—前73年在位)是巽伽王朝末代君主。提婆菩提被他的大臣（Amatya）婆薮提婆·甘婆（Vasudeva Kanva）刺杀，据称他过度迷恋女性。在他死后，巽伽王朝被甘婆王朝取代。